# Pixeltakt
Der Pixeltakt (Dot Clock) {\displaystyle f_{Px}} gibt an, wie viele Pixel pro Sekunde an einen Monitor gesendet werden. Dabei werden auch die inaktiven (also nicht sichtbaren) Pixel innerhalb der horizontalen und vertikalen Austastlücke mitgezählt. Er errechnet sich aus dem Produkt der Anzahl der übertragenen Pixel pro Bild {\displaystyle N} und der Bildwiederholrate {\displaystyle f}, bzw. aus dem Produkt der totalen horizontalen Pixelzahl und der Zeilenfrequenz.
Beispiel:
```
Anzahl der sichtbaren horizontalen Pixel (Spalten): 

  

    

      

        

          
N

          

            
h

          

        

        
=

        
1024

      

    

    
{\displaystyle N_{h}=1024}

  

Anzahl der sichtbaren vertikalen Pixel (Zeilen):    

  

    

      

        

          
N

          

            
v

          

        

        
=

        
768

      

    

    
{\displaystyle N_{v}=768}

  

Bildwiederholrate:                                  

  

    

      

        
f

        
=

        
60

        

        

          
H

          
z

        

      

    

    
{\displaystyle f=60\,\mathrm {Hz} }

  

```

Unter der Annahme, dass die sichtbaren Pixel 80 % der übertragenen Pixel ausmachen gilt:
{\displaystyle N=N_{h}\cdot N_{v}\cdot {\frac {100\,\%}{80\,\%}}}
und der Pixeltakt {\displaystyle f_{Px}=N\cdot f} berechnet sich zu:
{\displaystyle f_{Px}=N_{h}\cdot N_{v}\cdot {\frac {100\,\%}{80\,\%}}\cdot f=1024\cdot 768\cdot {\frac {100\,\%}{80\,\%}}\cdot 60\,\mathrm {Hz} =58{,}98\,\mathrm {MHz} }